# V854 Centauri
V854 Centauri è una stella variabile eruttiva di tipo RCB sita nella costellazione del Centauro.
La stella ha una magnitudine apparente +6,84 e nella fase di massimo oscuramento arriva fino a +15,1

## Caratteristiche
Si tratta di una gigante rossa al carbonio in avanzato stato evolutivo che appare circondata da una nebulosa planetaria calda di aspetto moderatamente allungato, formante una struttura bipolare.